# Tau
Tau (taf, st.gr. ταῦ, nw.gr. ταυ, pisana Ττ) – dziewiętnasta litera alfabetu greckiego i dwudziesta druga, a zarazem ostatnia litera alfabetu hebrajskiego znana pod symbolem ת. W greckim systemie liczbowym oznacza liczbę 300, a w hebrajskim liczbę 400.

## Użycie jako symbolu

### Τ
Majuskuły tau nie używa się jako symbolu, ponieważ wygląda ona tak samo jak łacińska litera T.

### τ

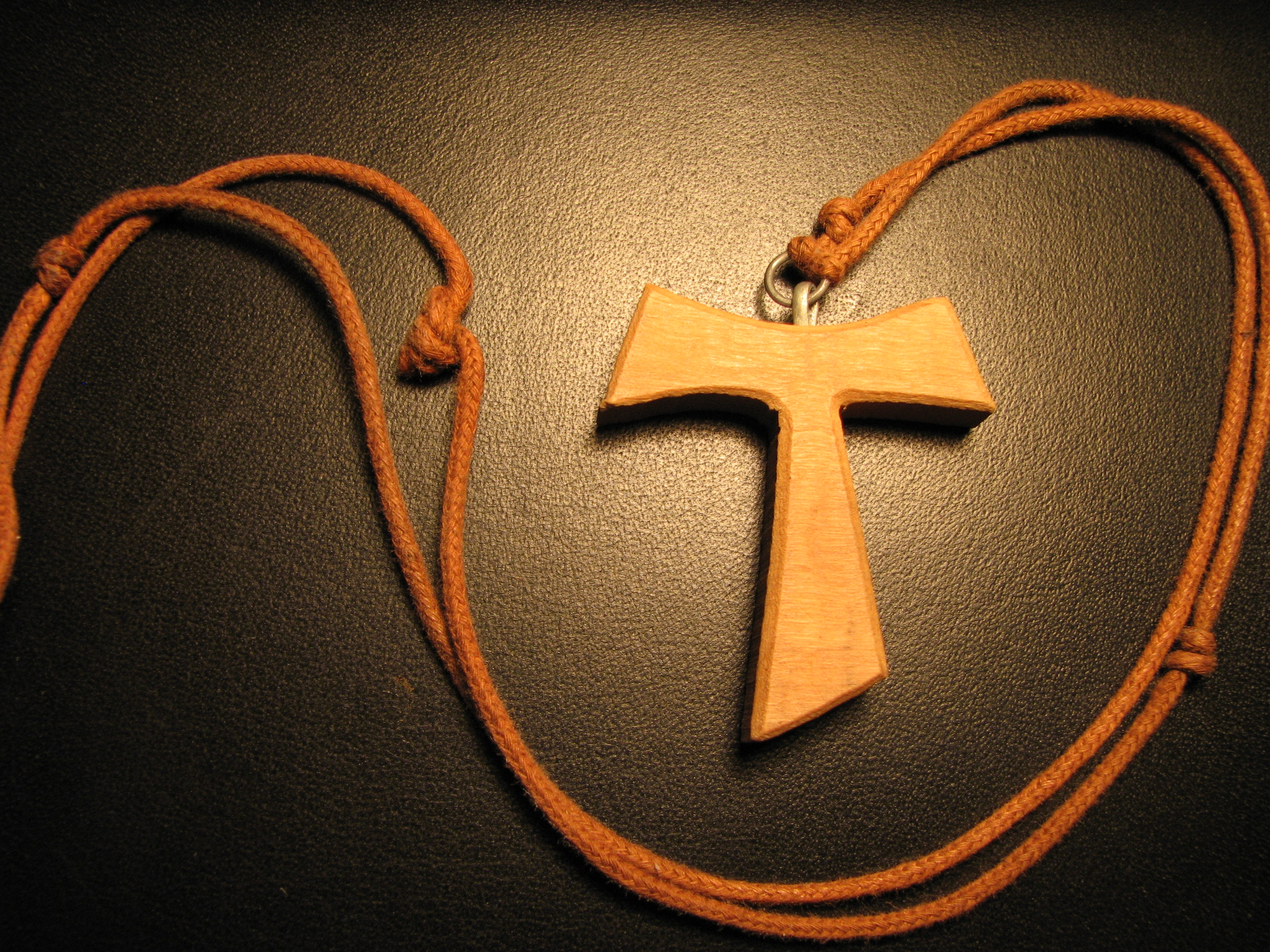
Franciszkańska tauka

- W religii chrześcijańskiej krzyż tau τ często łączony jest z osobą Jezusa Chrystusa, bądź też z duchowością Tau. Jej pierwotna forma przypominała X, bądź + i była często używana jako osobisty podpis czy znak pieczętujący dokument lub własność. „Mój podpis” w Hi 31,35 dosłownym tłumaczeniu brzmi „moja tau”. Szkocki protestancki bp. Alexander Hislop, w nieco kontrowersyjnym tekście, dopatruje się krzyża tau w religii Babilonu np. w kontekście Tammuza[1]. W kulturze grecko-rzymskiej ten znak zbawienia wyrażał liczbę 300. τ była też używana jako znak magiczny, chroniący od zarazy i demonów, umieszczano ją na amuletach, na murach domów. Później używali jej bracia szpitalni św. Antoniego Pustelnika (stąd nazwa krzyż św. Antoniego). Znany też jako krzyż egipski czy crux commissa. Znak τ przyjął i używał św. Franciszek podczas Soboru Laterańskiego IV, pod wpływem mowy papieża Innocentego III, nawiązującej do widzenia Ezechiela (Ez 9,4-6) i zawierającej wezwanie „bądźcie więc bojownikami τ i krzyża”. Innocenty III, wyrażał jednocześnie przekonanie, że tak właśnie wyglądał krzyż Zbawiciela, zanim Poncjusz Piłat przybił do niego tabliczkę z napisem: Jezus Nazarejczyk, Król żydowski (J 19,19). Dzisiaj używany powszechnie przez członków zakonów i zgromadzeń franciszkańskich, zawieszony na sznurku lub rzemyku z trzema węzełkami.

- W statystyce używana do oznaczenia kilku miar zależności statystycznej:
  - {\displaystyle \tau } – tau Kendalla
  - {\displaystyle \tau _{a}} tau-a Kendalla
  - {\displaystyle \tau _{b}} tau-b Kendalla
  - {\displaystyle \tau _{c}} tau-c Kendalla
- W matematyce oznacza funkcję tau
- W fizyce cząstek – symbol taonu
- W fizyce również – średni czas życia cząstek
- W automatyce i elektryce oznacza stałą czasową.
- Tau Wieloryba to debiutanckie opowiadanie klasyka polskiej science fiction, Janusza A. Zajdla
- W mechanice do oznaczania naprężeń stycznych
- Jedna ze stron konfliktu w uniwersum Warhammer 40,000
- Jako stała matematyczna wynosząca dwukrotność liczby Pi. {\displaystyle \tau =2\pi \approx 6{,}28}

## Kodowanie
W Unicode litera jest zakodowana:
| Znak | Unicode | Kod HTML                      | Nazwa unikodowa          | Nazwa polska             |
| ---- | ------- | ----------------------------- | ------------------------ | ------------------------ |
| Τ    | U+03A4  | &Tau; lub &#x03A4; lub &#932; | GREEK CAPITAL LETTER TAU | wielka litera grecka tau |
| τ    | U+03C4  | &tau; lub &#x03C4; lub &#964; | GREEK SMALL LETTER TAU   | mała litera grecka tau   |

W LaTeX-u używa się znacznika:
| Znak                         | LaTeX |
| ---------------------------- | ----- |
| {\displaystyle \mathrm {T} } | \Tau  |
| {\displaystyle \tau }        | \tau  |